# BRD Bucharest Open 2017
Bucharest Open 2017 — професійний тенісний турнір, що проходив на кортах з ґрунтовим покриттям. Це був 4-й за ліком турнір. Належав до Туру WTA 2017. Відбувся на Arenele BNR у Бухаресті (Румунія). Тривав з 17 до 24 липня 2017 року.

## Очки і призові

### Розподіл очок
| Дисципліна       | П   | Ф   | ПФ  | ЧФ | 1/8 | 1/16 | Q   | Q3  | Q2  | Q1  |
| Одиночний розряд | 280 | 180 | 110 | 60 | 30  | 1    | 18  | 14  | 10  | 1   |
| Парний розряд    | 280 | 180 | 110 | 60 | 1   | Н/Д  | Н/Д | Н/Д | Н/Д | Н/Д |

### Розподіл призових грошей
| Дисципліна       | П       | F       | ПФ      | ЧФ     | 1/8    | 1/16   | Q3     | Q2   | Q1   |
| Одиночний розряд | $43,000 | $21,400 | $11,300 | $5,900 | $3,310 | $1,925 | $1,005 | $730 | $530 |
| Парний розряд    | $12,300 | $6,400  | $3,435  | $1,820 | $960   | Н/Д    | Н/Д    | Н/Д  |      |

## Учасниці основної сітки в одиночному розряді

### Сіяні
| Країна    | Гравчиня              | Рейтинг1 | Сіяна |
| --------- | --------------------- | -------- | ----- |
| Латвія    | Анастасія Севастова   | 19       | 1     |
| Іспанія   | Карла Суарес Наварро  | 27       | 2     |
| Німеччина | Юлія Гергес           | 45       | 3     |
| Румунія   | Моніка Нікулеску      | 51       | 4     |
| Бельгія   | Елісе Мертенс         | 54       | 5     |
| Румунія   | Сорана Кирстя         | 63       | 6     |
| Румунія   | Ірина-Камелія Бегу    | 64       | 7     |
| Німеччина | Татьяна Марія         | 74       | 8     |
| Росія     | Катерина Александрова | 75       | 9     |

- 1 Рейтинг подано станом на 3 липня 2017.

### Інші учасниці
Гравчині, що отримали вайлд-кард на участь в основній сітці:
- Ірина Бара
- Жаклін Крістіан
- Елена-Габріела Русе

Такі учасниці отримали право на участь завдяки захищеному рейтингові:
- Алекса Ґлетч
- Полона Герцог

Нижче наведено гравчинь, які пробились в основну сітку через стадію кваліфікації:
- Александра Дулгеру
- Магдалена Френх
- Сесил Каратанчева
- Аранча Рус

Як щасливий лузер в основну сітку потрапили такі гравчині:
- Леслі Керкгове

### Відмовились від участі
До початку турніру
- Анна Блінкова →її замінила  Надя Подороска
- Осеан Доден →її замінила  Чагла Бююкакчай
- Унс Джабір →її замінила  Квірін Лемуан
- Крістіна Кучова →її замінила  Полона Герцог
- Варвара Лепченко →її замінила  Алекса Ґлетч
- Крістіна Макгейл →її замінила  Катерина Козлова
- Моніка Нікулеску →її замінила  Леслі Керкгове
- Юлія Путінцева →її замінила  Барбора Крейчикова

### Знялись
- Надя Подороска

## Учасниці основної сітки в парному розряді

### Сіяні
| Країна    | Гравчиня           | Країна     | Гравчиня           | Рейтинг1 | Сіяна |
| --------- | ------------------ | ---------- | ------------------ | -------- | ----- |
| Румунія   | Ірина-Камелія Бегу | Румунія    | Ралука Олару       | 113      | 1     |
| Бельгія   | Елісе Мертенс      | Нідерланди | Демі Схюрс         | 132      | 2     |
| Грузія    | Оксана Калашникова | Чехія      | Рената Ворачова    | 143      | 3     |
| Аргентина | Марія Ірігоєн      | Чехія      | Барбора Крейчикова | 153      | 4     |

- 1 Рейтинг подано станом на 3 липня 2017.

### Інші учасниці
Пари, що отримали вайлд-кард на участь в основній сітці:
- Джорджа Кречун /  Александра Дулгеру
- Жаклін Крістіан /  Крістіна Діну

Наведені нижче пари отримали місце як заміна:
- Ніколета Даскелу /  Ізабелла Шинікова

### Знялись з турніру
До початку турніру
- Фанні Штоллар

## Переможниці

### Одиночний розряд
- Ірина-Камелія Бегу —  Юлія Гергес, 6–3, 7–5

### Парний розряд
- Ірина-Камелія Бегу /  Ралука Олару —  Елісе Мертенс /  Демі Схюрс, 6–3, 6–3